# Love Me Do
Love Me Do is een nummer van The Beatles, geschreven door John Lennon en Paul McCartney. Love Me Do werd in 1962 uitgebracht als de eerste single van The Beatles in Engeland. Hoewel het geen grote hit werd en slechts de 17e plaats in UK Singles Chart bereikte, betekende deze plaat de landelijke doorbraak voor The Beatles. Love Me Do verscheen in 1963 ook op Please Please Me, het eerste album van The Beatles. Love Me Do werd tezamen met Now And Then uitgegeven als single in 2023.

## Achtergrond

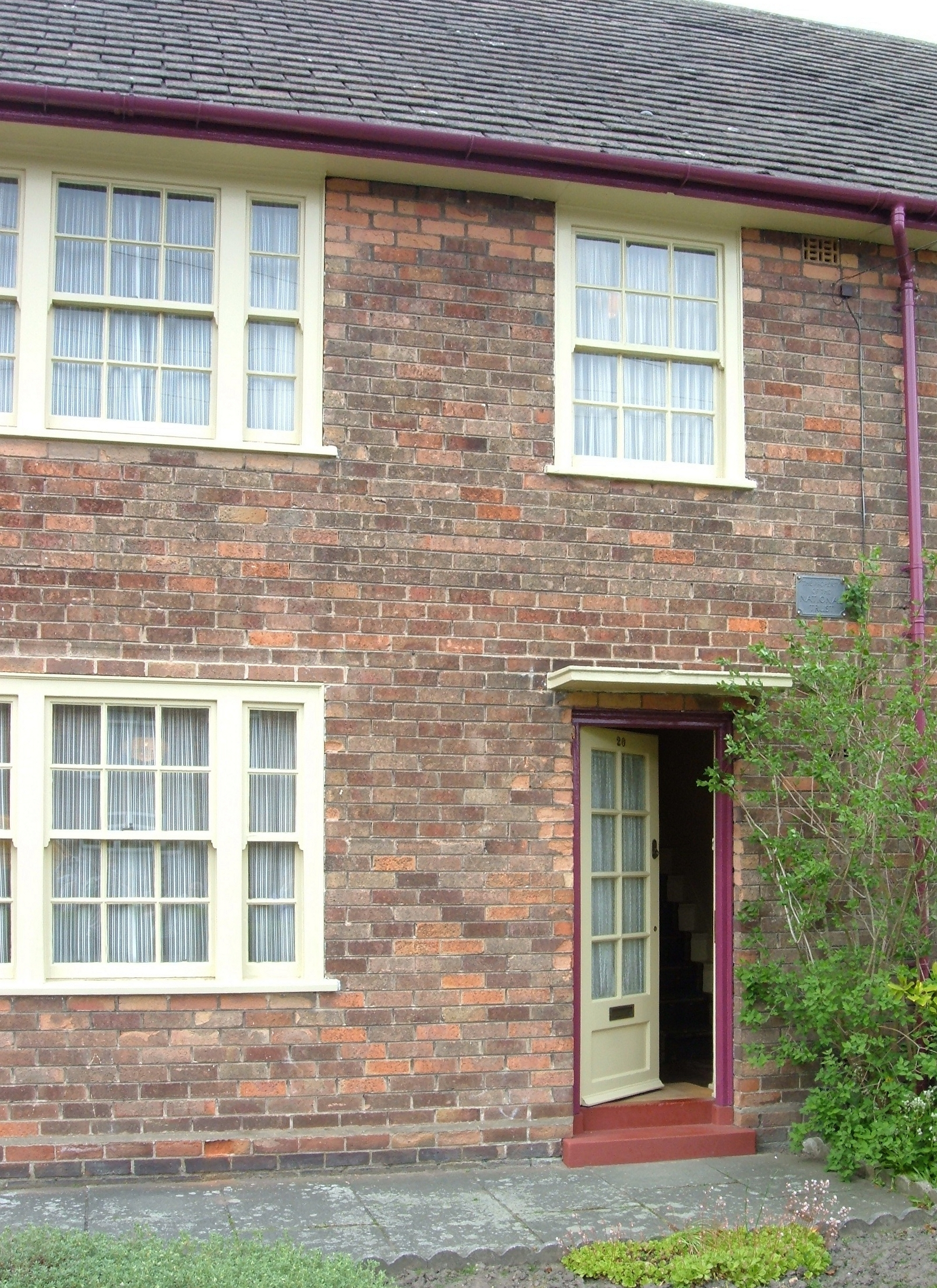
Het ouderlijk huis van Paul McCartney aan Forthlin Road, waar hij met John Lennon verschillende Beatles nummers schreef.

Hoewel Love Me Do in 1962 is uitgebracht, is het nummer al in 1958 geschreven door Lennon en McCartney. In die tijd schreven Lennon en McCartney regelmatig nummers in het ouderlijk huis van McCartney aan Forthlin Road in Liverpool terwijl ze spijbelden van school.
McCartney en Lennon lijken verschillende herinneringen te hebben over wie het nummer voornamelijk geschreven heeft. McCartney herinnert zich dat hij misschien het originele idee voor het lied had, maar dat het voor de rest gezamenlijk is geschreven. Volgens Lennon was het nummer vooral McCartneys idee, maar schreef hij het middenstuk van het nummer.

## Verschillende drummers
The Beatles namen op drie verschillende data drie verschillende versies van Love Me Do op, iedere keer met een andere drummer.
Op 6 juni 1962 gingen The Beatles voor de allereerste maal naar de Abbey Road Studios in Londen om muziekproducent George Martin te ontmoeten en enkele nummers op te nemen. Dit bezoek aan de studio was geregeld door hun manager Brian Epstein. Het is onduidelijk of het die dag ging om een eerste echte opname of dat het ging om een auditie om een platencontract te verdienen. Volgens McCartney was er sprake van een auditie voor George Martin.

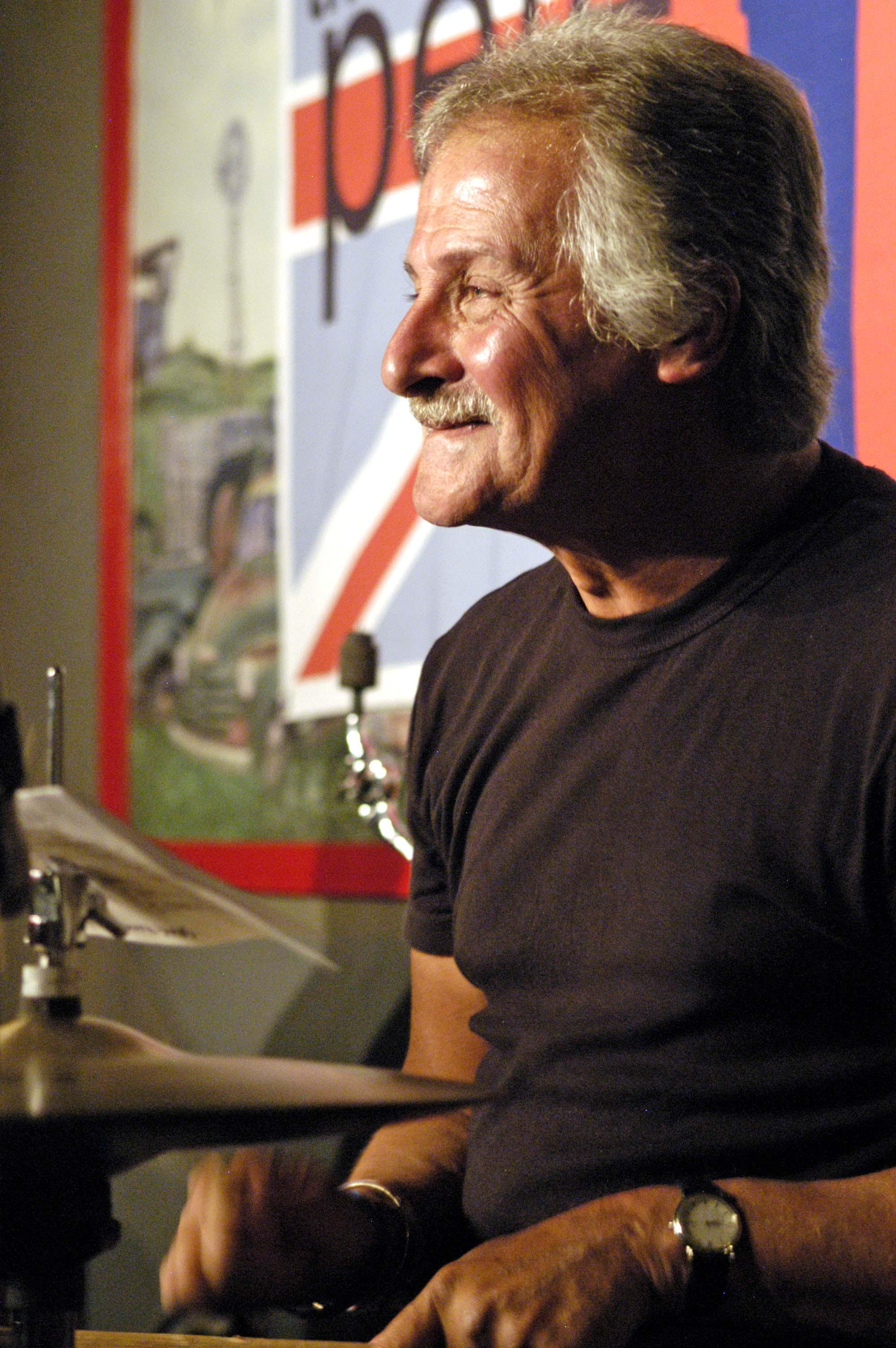
Het drumwerk van Pete Best op Love Me Do was volgens George Martin niet goed genoeg.

Op 6 juni namen The Beatles verschillende nummers op, waaronder Love Me Do. Die dag speelde Pete Best de drums. Na afloop van de sessie beluisterde George Martin de gemaakte opnamen. Martin was tevreden over de opnamen en besloot de groep een platencontract aan te bieden voor het Parlophone-label van EMI. Over één aspect was hij echter niet tevreden en dat was de kwaliteit van het drumwerk van Pete Best.
Toen de andere drie Beatles, John Lennon, Paul McCartney en George Harrison dit vernamen, drongen ze bij manager Epstein aan op het ontslag van drummer Best. Op 16 augustus 1962 werd Best ontslagen. Daarna werd Ringo Starr, drummer van de Liverpoolse band Rory Storm and the Hurricanes, gevraagd om de nieuwe drummer van The Beatles te worden. Starr had al vaker meegespeeld met de band, bijvoorbeeld tijdens afwezigheid of ziekte van Best.
Op 4 september gingen The Beatles voor de tweede maal naar de Abbey Road Studios om hun eerste single op te nemen. Die dag speelden ze ongeveer 15 takes van Love Me Do, ditmaal met Ringo Starr als drummer. George Martin was echter niet tevreden over Starrs drumspel van die dag. Daarom werd op 11 september nogmaals Love Me Do opgenomen. Ditmaal mocht Starr niet de drums spelen. De producent van die dag, Ron Richards, boekte sessiedrummer Andy White om de drums te spelen op Love Me Do. Die dag speelden The Beatles, met White op de drums, 18 takes van het nummer. De 18e take werd als beste take gezien en werd gemixt om op single uitgebracht te worden met P.S. I Love You.
De single werd op 5 oktober 1962 in Groot-Brittannië uitgebracht. Een maand later behaalde hij de 17e plaats in de Britse top 50. In Nederland werd de single voor het eerst uitgebracht in februari 1963 (Odeon 29469), maar werd pas een jaar later een klein hitje (nummer 27).
De opname van Love Me Do van 6 juni met Pete Best op drums is pas in 1995 uitgebracht op Anthology 1. Op de eerste uitgave van de single Love Me Do in 1962 is de versie van 4 september met Ringo Starr te horen. Op latere uitgaven van de single is de versie van 11 september met Andy White te horen. Ook op het album Please Please Me is de versie met Andy White gebruikt.

## Mastertapes gewist en zoek
Van de sessie van 4 september met Ringo op drums zijn geen mastertapes meer voorhanden. De tweesporenmaster is gewist, wat toen de standaardprocedure was bij EMI. De mono mastertape bij EMI is zoekgeraakt. Voor heruitgaven, onder andere bij Amerikaanse versie van de compilatie Rarities uit 1980, gebruikte men een "schoon" vinyl-exemplaar als master. Later leende EMI van een Beatles-verzamelaar een nog beter exemplaar. Toch is op een goede geluidsinstallatie nog wat ruis te horen.

## Trivia
De mondharmonica die een prominente plek inneemt op de single, werd naar verluidt in augustus 1960 gestolen door John Lennon bij muziekhandel Bergmann in Arnhem, toen de band op doorreis was naar Hamburg voor een reeks optredens - hoewel er twijfel is of het wel om dezelfde harmonica gaat.

## NPO Radio 2 Top 2000
| Nummer met noteringen in de NPO Radio 2 Top 2000 | '00  | '01  | '02  | '03  | '04  | '05  | '06  | '07  | '08  | '09  | '10  | '11  | '12  | '13  | '14  | '15  | '16  |
| ------------------------------------------------ | ---- | ---- | ---- | ---- | ---- | ---- | ---- | ---- | ---- | ---- | ---- | ---- | ---- | ---- | ---- | ---- | ---- |
| Love Me Do                                       | 1387 | 1600 | 1238 | 1399 | 1357 | 1467 | 1606 | 1331 | 1424 | 1572 | 1596 | 1773 | 1306 | 1401 | 1936 | 1809 | 1684 |

1. ↑  Een vetgedrukt getal geeft de hoogste notering aan.
2. ↑  2000 was het eerste jaar met een notering voor dit nummer.
3. ↑  Deze tabel is bijgewerkt tot en met de laatste editie (2024).